# Gola del rio delle Foglie
La gola del Rio delle Foglie, nota anche come gola del Bletterbach (in tedesco Bletterbachschlucht) è un canyon dell'Alto Adige che si trova ai piedi del Corno Bianco, tra i paesi di Aldino e Redagno, ed è la più grande gola della provincia. Il Rio delle Foglie, che confluisce nel torrente rio Nero, prende nell'ultima parte il nome rio di Ora.
La gola è importante dal punto di vista degli studi geologici, in quanto si ha la possibilità di osservare le strutture delle gole profonde e contemporaneamente la stratigrafia pressoché completa dell'area dolomitica a partire dal basamento vulcanico fino alla dolomia principale. Lungo il percorso si possono ben distinguere i diversi strati, sovrapposti l'uno all'altro, i quali contengono moltissime tracce di locomozione di rettili del permiano e reperti fossili permiani e triassici.
L'anfiteatro geologico è raggiungibile solo a piedi da Aldino o dalla frazione di Redagno.
La gola del Rio delle Foglie è uno dei nove sistemi geologici inclusi nel sito "Le Dolomiti", riconosciuto come patrimonio mondiale dell'umanità dall'UNESCO nel 2009.

## Etimologia
Il nome tedesco Bletterbach vede la sua radice nel retoromano plau che, in collegamento con la parola indoeuropea plou significa scorrere, ovvero l'acqua che scorre. Altri lo riconducono invece al termine tedesco Blätter (foglie) per indicare gli strati geologici orizzontali ben visibili. Nel dialetto locale, la parola blettern indica il "gorgogliare dell'acqua" (in tedesco plätschern).
Il toponimo italiano Rio delle foglie corrisponde alla traduzione del termine tedesco Bletterbach, attuata nel contesto dell'italianizzazione dell'Alto Adige. Nel Prontuario dei nomi locali dell'Alto Adige di Ettore Tolomei del 1916, venne inizialmente proposto il nome di Rio della Gola quale traduzione del Bletter (Hacken) Bach.

## Geologia
Gli strati di roccia più bassi esposti nella gola appartengono al gruppo vulcanico dell'Adige, chiamato anche porfido di quarzo di Bolzano. Si tratta di rocce vulcaniche formatesi circa 280 milioni di anni fa.
Sopra le rocce del gruppo vulcanico dell'Adige, con uno spessore di 250 metri, si trovano le rocce sedimentarie della Formazione delle arenarie di val Gardena (Grödner Sandsteinschichten), anch'essa ancora permiana. Il colore prevalentemente rossastro delle arenarie è sorprendente. Nella parte inferiore sono per lo più depositi fluviali in cui si possono vedere varie strutture sedimentarie come segni di ondulazione, stratificazione incrociata, stratificazione obliqua o fratture secche. Nella parte superiore le rocce mostrano un'influenza sempre più marina. Ben noto qui è il banco di cefalopodi ricchi di fossili e carbonati in cima alla cascata del Butterloch. La Formazione di val Gardena è intrusa da alcuni dicchi vulcanici e un'importante breccia di sfogo si trova nella zona del Butterloch. Le rocce vulcaniche sono di età triassica, la loro formazione è datata al Ladiniano o Carniano.
All'inizio della valle, la Formazione a Bellerophon del Permiano superiore, che qui ha uno spessore di circa 60 metri, è esposta sopra la Formazione delle arenarie di val Gardena. Le rocce sono evaporitiche influenzate, in parte anche bituminose. Anche nella formazione di Bellerophon è riconoscibile una tendenza trasgressiva verso l'alto, cioè i sedimenti con una più forte influenza terrigena sul fondo si formano sempre più nel mare verso l'alto.
Sopra la formazione Bellerophon si trova la Formazione di Werfen, che si è formata nel Triassico inferiore, inizia con un banco di oolite spesso diversi metri. Questa formazione altamente differenziata è in parte dovuta alla formazione di una piana di marea.
Sopra la Formazione Werfen segue il conglomerato di Richthofen e sopra questo la Formazione di Contrin (o Sarldolomite in tedesco). Entrambi sono datati al Triassico medio, all'Anisico. La dolomite chiara della Formazione di Contrin la cima del Corno Bianco.

## Storia
Nel XVI secolo il Bletterbach era principalmente legato all'industria mineraria.
I minatori, infatti, in cerca di rame scavavano cunicoli negli strati più profondi della pietra arenaria, senza però mai aver avuto un grande successo.
La gola del Rio delle Foglie è percorsa da turisti e visitatori, ed è un geosito visitato e studiato dai geologi, che dagli anni '40 eseguono ricerche nella gola, tra i pionieri degli studi nell'area sia annovera Piero Leonardi, docente dell'Università di Ferrara.
Alcuni suoi studenti, Nicosia e Mariotti (oggi docenti alla Sapienza di Roma) diedero impulso alle ricerche e contribuirono all'allestimento del museo geologico di Redagno, il Geoparc Bletterbach appunto. Il museo dà al visitatore un'idea di come poteva essere la terra in un periodo che va da 286 a 210 milioni di anni fa. Presso il museo sono state raccolte impronte di sauri trovate nella gola, tra cui il Pachypes Dolomiticus, oltre che a esempi di roccia arenaria della val Gardena, le fossilizzazioni di pesci e di cefalopodi (molluschi simili ai calamari).

## Il GeoparcBletterbach

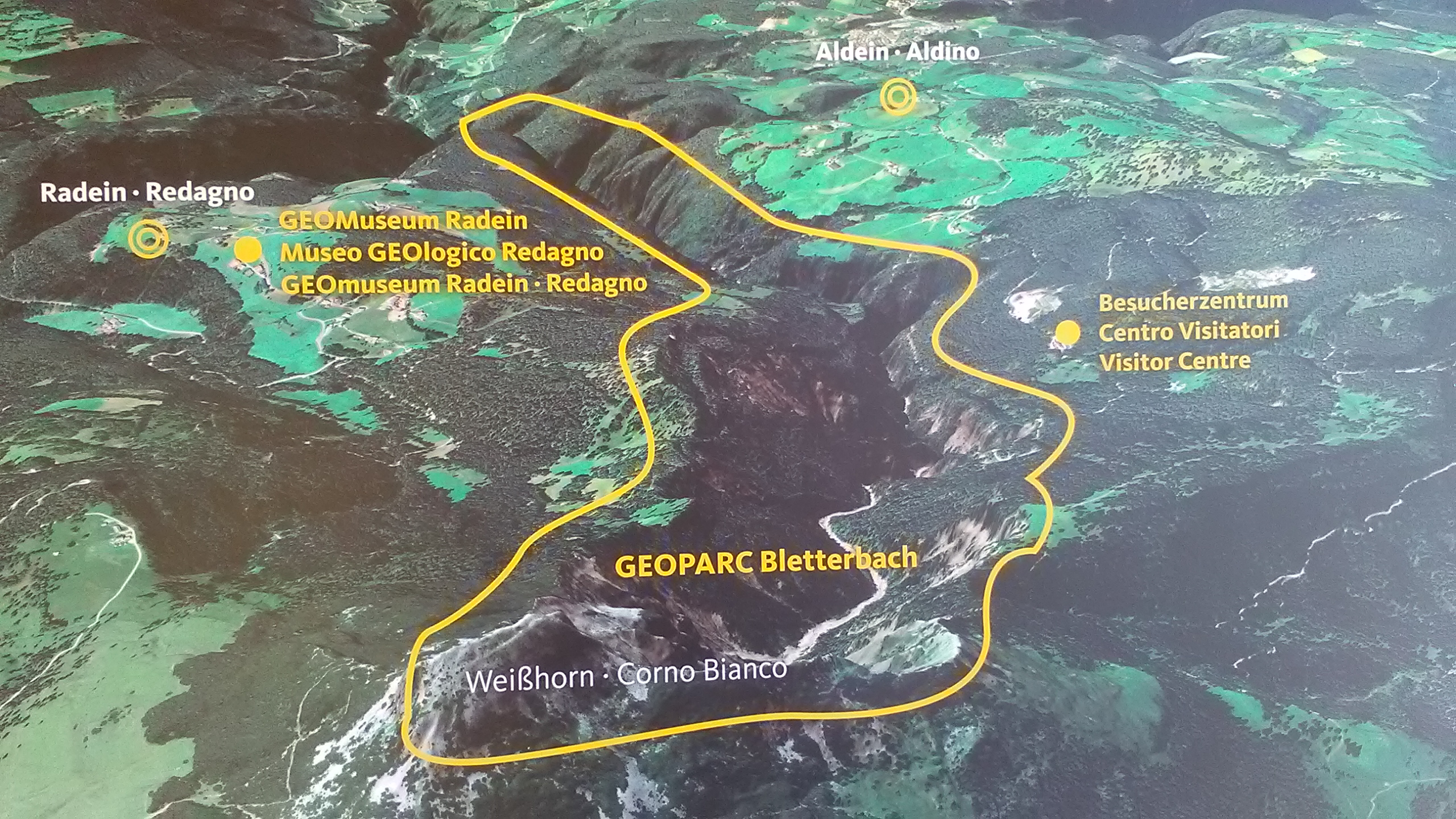
Vista del Geoparc Bletterbach

Il Geoparco permette di guardare dentro la montagna, dà la possibilità di vedere come il canyon si è scavato una via lunga 8 chilometri e profonda 400 metri, osservando le diverse ere geologiche, dal Permiano al Triassico.
Lungo il percorso sono esposte 16 targhe che illustrano al visitatore i segreti del canyon, su alcuni reperti fossili ritrovati nella gola, sulle gallerie costruite dai minatori, sulla leggenda della radura dell'oro e del gigante Grimm.
Negli strati più bassi affiora il porfido quarzifero di Bolzano, che va dal rosso-grigio al grigio scuro ed è stato creato tra i 280 e i 260 milioni di anni fa dalla cenere e dalla lava fuoriuscite dai vulcani della placca continentale nordafricana. Sul porfido quarzifero poggia l'arenaria della val Gardena dove sono state trovate orme di animali e resti di piante. Il terzo piano delle rocce è la formazione a Bellerophon, creatasi in acque basse e lagune. Seguono gli strati di Werfen, con numerosi fossili di animali e piante. Corona la struttura la bianchissima dolomia della Formazione di Contrin che forma la cima del Corno Bianco.

## I sentieri
Dal parcheggio presso il nuovo centro visitatori, nei pressi della malga Lahner, parte un sentiero adatto a tutti che attraverso una strada sterrata porta all'inizio della gola.
Più avventuroso è invece il sentiero che sempre dal parcheggio scende fino alla gola presso il Taubenleck, e da qui, risalendo tutto il torrente in mezzo al canyon, si arriva all'inizio della gola, dove si trova una grande cascata presso il Butterloch, che si risale attraverso due ripide e lunghe scale in ferro. Da qui si ridiscende con il primo sentiero (le scale sono dall'ottobre 2012 inagibili e vige il divieto di proseguire oltre la cascata, protetta da recinzioni in ferro).
Questo tragitto non è particolarmente impegnativo, ma bisogna essere attrezzati con scarpe da montagna, e tener ben presente che ci si può bagnare i piedi. L'escursione dura 2 ore, e in caso di temporale, d'inverno e durante il disgelo non è consigliata la visita.
Infine il canyon è raggiungibile anche da Redagno, presso la chiesa di S. Volfango (St.-Wolfgangs-Kirche) infatti c'è un sentiero che porta direttamente al Taubenleck.
Il Geoparc è aperto tutti i giorni dal 25 aprile fino al 2 novembre.

## Galleria d'immagini

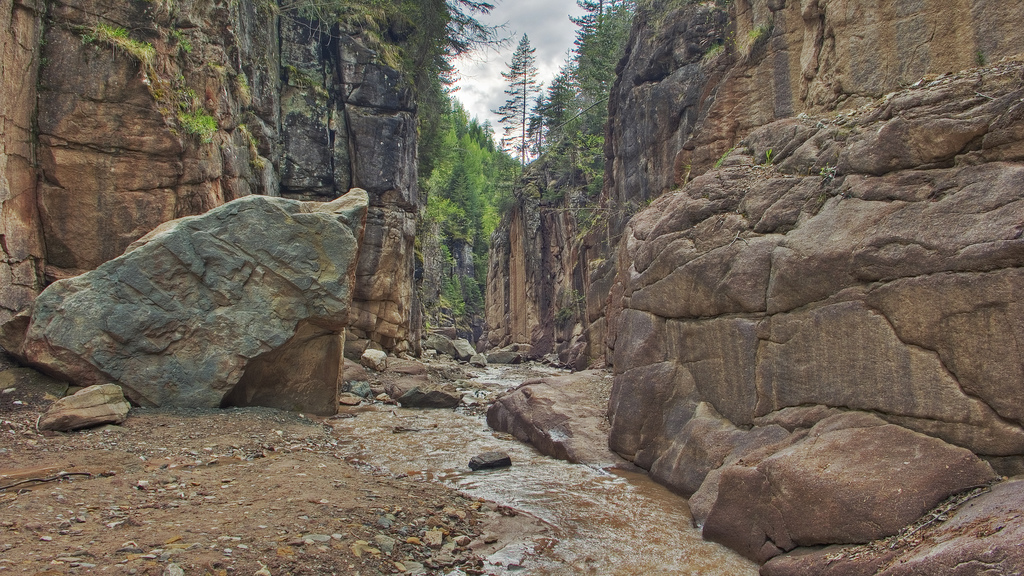
Una foto HDR del canyon
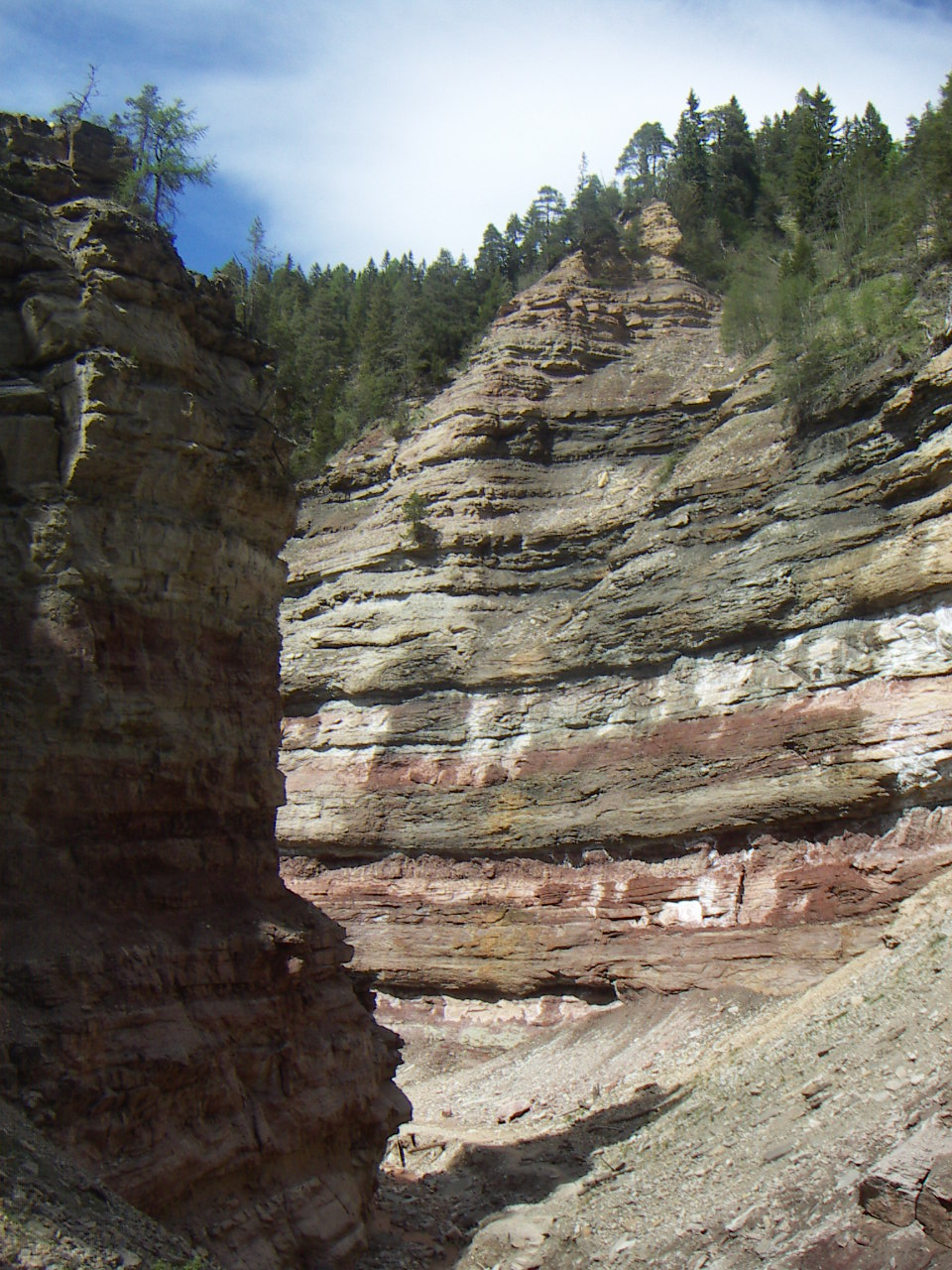
La gola dove si allarga un po'
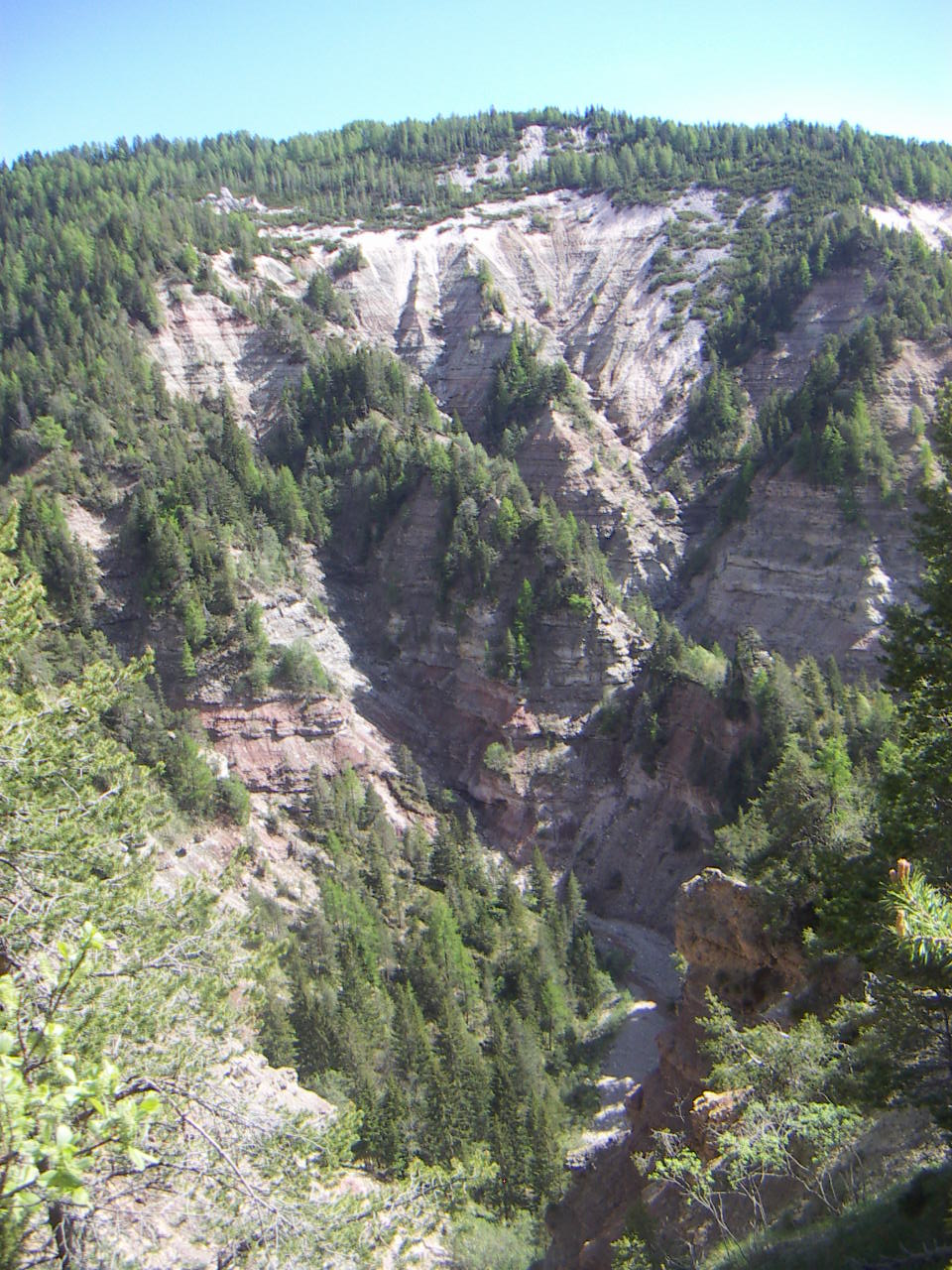
Veduta dall'alto
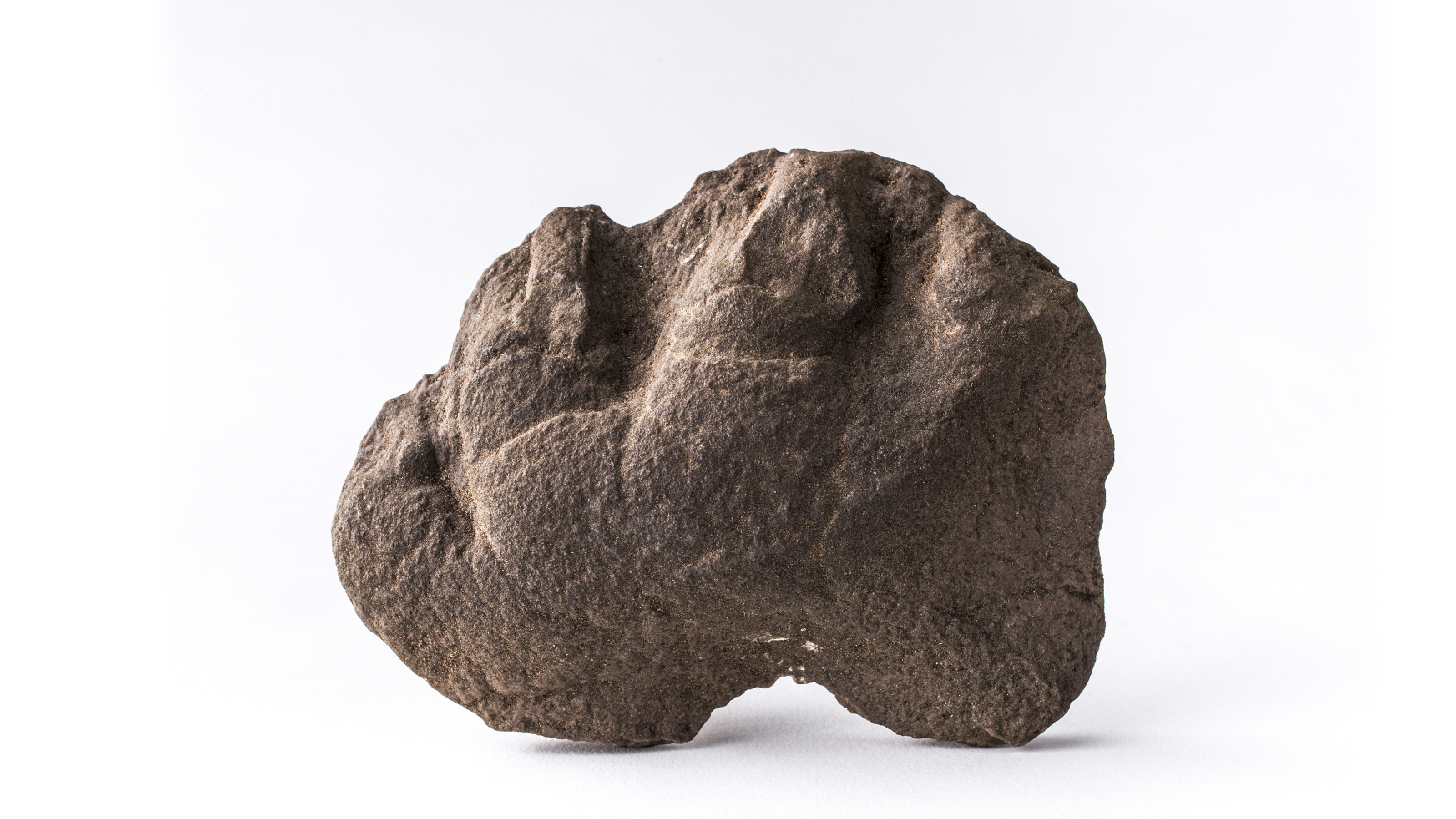
Orma di rettile gorgonopside, rinvenuta nel parco